# Petrel Creek
Koordinaten: 62° 11′ S, 58° 27′ W
Der Petrel Creek (englisch; polnisch Potok Petrela ‚Sturmvogelbach‘) ist ein Bach auf King George Island im Archipel der Südlichen Shetlandinseln. Sein Quellgebiet liegt in der Toteiszone und den nördlichen Moränen der Rescuers Hills in einer Höhe von 35 m. Er fließt zur Suszczewski Cove, die er östlich des Ecology Glacier und westlich des Llano Point erreicht.
Polnische Wissenschaftler benannten ihn nach den hier befindlichen drei Brutkolonien des Riesensturmvogels.
Auf der Fildes-Halbinsel im Westen von King George Island gibt es einen von deutschen Wissenschaftlern benannten Sturmvogelbach.